# 超大和型戦艦
超大和型戦艦（ちょうやまとがたせんかん）は、大日本帝国海軍が大和型戦艦の次に計画した戦艦である。計画のみであり、起工されなかった。
本計画と同時期に計画された改大和型戦艦（かいやまとがたせんかん）についても記載する。なお、本稿のデータなどは推定値であり、書籍等によって差がある。

## 改大和型戦艦
アメリカ合衆国が建造を開始した戦艦群に対抗するため、1942年（昭和17年）に⑤計画によって計画された戦艦3隻の内の一隻、第七九七号艦であり、第四次補充計画で建造される第110号艦（信濃として完成）及び111号艦（建造中止）の改良型である。大和型戦艦の装甲が「対46cm砲防御」として厚すぎると判断された結果、大和型の舷側410mm、甲板200mm（最大）に対しそれぞれ400mm、190mmと薄くなる一方、艦底の防御壁は大和型の二重から三重へと強化され艦首と艦尾の装甲も強化されていた。
改大和型では、それまで4基であった副砲のうち舷側の2基を撤去、もしくは全てを撤去のうえ高角砲に換装。舷側の対空火器に65口径10cm高角砲を搭載する予定であった。また、主砲も46cm砲ではあるが長砲身である50口径にするという案もあり110号艦及び111号艦で改良する予定だった大和型戦艦の問題点も直す予定だったといわれる。

### データ
- 基準排水量：64,000トン
- 全長：263.0メートル(279メートルという説あり)
- 全幅：38.9メートル
- 速度 27ノット
- 航続距離：16ノットで7,200海里
- 武装
  - 45口径（または50口径）46cm砲：3連装3基
  - 60口径15.5cm砲：3連装2基
  - 65口径10cm高角砲：連装10基
  - 25mm機銃：3連装8基
  - 水上偵察機：7機

## 超大和型戦艦
改大和型戦艦と同じ第五次補充計画によって計画された戦艦3隻の内の2隻、第七九八号艦及び第七九九号艦である。
アメリカが46cm砲を搭載した新型戦艦を建造するという懸念とそれに対する日本軍自身の対抗心から、それらを打ち破るために更なる大口径砲として51cm砲を搭載することが計画された。なおアメリカ海軍においてはアイオワ級戦艦やモンタナ級戦艦でも実現しなかったものの、47口径18インチ(45.7cm)砲を搭載する計画はあった。砲自体も実際に試作され、完成に至っている。
艦型は計画時の時間の都合で完全な新規設計にはならず、前型の大和型戦艦の強化発展型であると伝えられている。
最も大型の案では、基準排水量85,000トン（満載排水量10万トン以上）、51cm砲3連装3基又は連装4基、速力30ノットというものであった。しかし、51cm三連装砲の設計・製造自体が困難であるだけでなく、三連装砲を搭載する場合には基準排水量が90,000tを超えると試算されドックや補給施設・港湾設備などの問題からも実現不可能とされた。このため、超大和型では連装砲が採用される事となり、連装砲4基8門を搭載するとされたが、この案でも基準排水量が85,000tに達すると試算され、運用上問題があるため、この案も採用される事は無かった。最終的に超大和型は51cm砲連装3基を大和型に近い規模の艦体に搭載し、速力も大和型と同じ27ktとするという案が艦政本部より提案され、基本計画番号としてA-150が与えられる事となった。当時建造が開始された110号・111号艦と共に建造するため、大分県大神村（現在の日出町付近）に工廠を新設、そこに新ドックを建造し、第七九八号艦は呉工廠での111号艦の完成が終わった後で、第七九九号艦は大分県の新ドックでの建造がされることとなっていたという。
超大和型戦艦の主砲は試製甲砲という名称で開発が進められており、1942年（昭和17年）の段階で砲身二門を含む主要部分は完成若しくは、組み立て直前の状態にあった。また、口径が拡大した事で大和型の主砲弾よりも3割近く重量が増し、約2トンに達する物となった事で炸薬量が増し、炸嚢の数も人力での運搬が困難な程に増加した事が問題となっていたが、この点についても機力による炸嚢運搬、揚薬に変更する事が検討され、模型を利用した動作検証も行われており、ある程度の実用化の目処が立っていた状態であった。しかし、超大和型戦艦の建造中止に加え、戦況の悪化により試作砲の製作が中断されたため最終的には未完に終わっている。
超大和型は搭載砲塔の設計についてはほぼ終わっていたが、艦自体の設計は終わっておらず、資料自体もほとんど残されていないため、合計4隻建造する計画だったという説、51cm砲搭載である都合上、排水量は大和型よりも2万トン以上大きくなるという説、対空能力と防御力を重視して副砲を搭載せず、高角砲を増設する予定だったとする説など様々な説が存在している。高角砲自体も長10cm砲より危害半径に優れた五式12.7cm高角砲（八九式より長砲身）が搭載された可能性もある。
また、伊藤正徳によって艦名は「紀伊」、「尾張」（八八艦隊の計画艦の名を引き継ぐという意味かも知れない）が予定されていたという説が唱えられているが、(後世の仮想戦記にはこの名前で登場する場合が多い)超大和型の艦名に関する資料は存在しないため、これはあくまで戦艦艦名の命名規則に従って推測された艦名に過ぎず、想像の域を出ないものでしかない点には注意が必要である。

### データ
- 基準排水量：80000t[満載排水量10万t以上]
- 全長：263M[3]
- 全幅：38M
- 速力:28kt (艦政本部の出した案では、大和型と同じ27ktとされている。)
- 武装
  - 主砲:45口径51cm連装砲3基6門[要出典]
  - 副砲:60口径16cm3連装砲2基6門
  - 高角砲:65口径10cm連装砲5 or 6基[要出典]
  - 機銃：30mm機銃連装砲8基
  - 艦載機:水上偵察機8機

## その後
開戦時の航空機による戦果のため111号の建造は中止、110号はドックから出せる段階までの建造となった。その後戦艦そのものの必要性が薄れ始め、ミッドウェー海戦により軍艦建造計画は大幅な見直しがされたため、新戦艦3隻の建造は中止されることとなった。その後の改⑤計画で110号は空母に改造され信濃として就航した。